# EMW 340

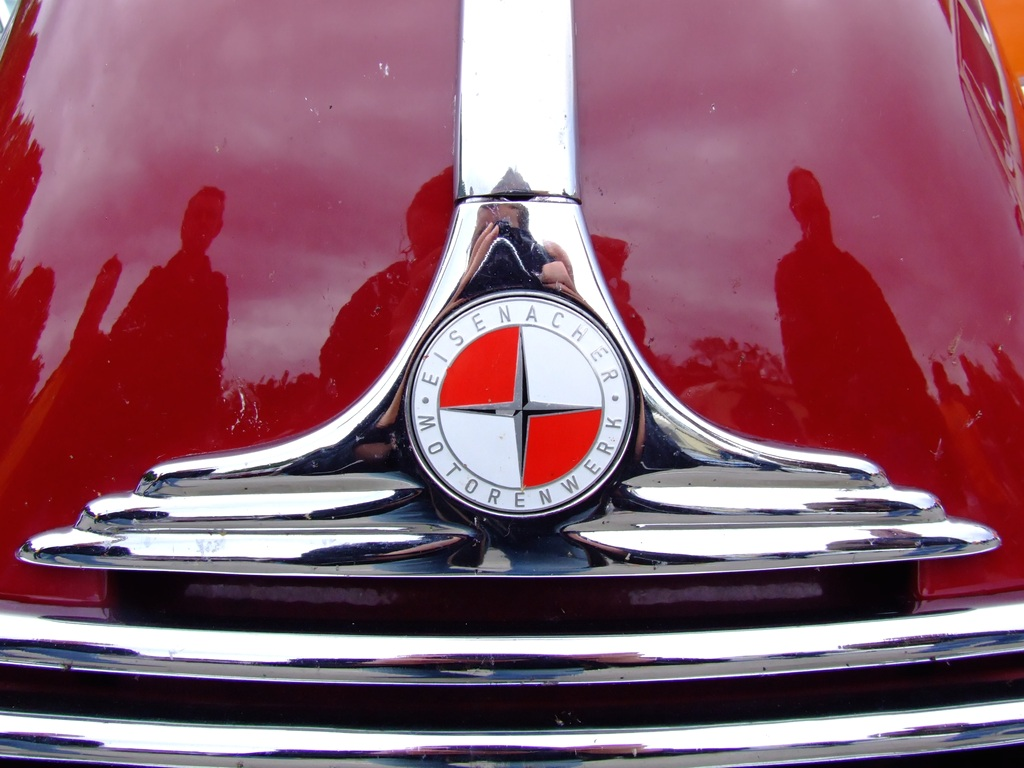
EMW-Emblem an der Fahrzeugfront

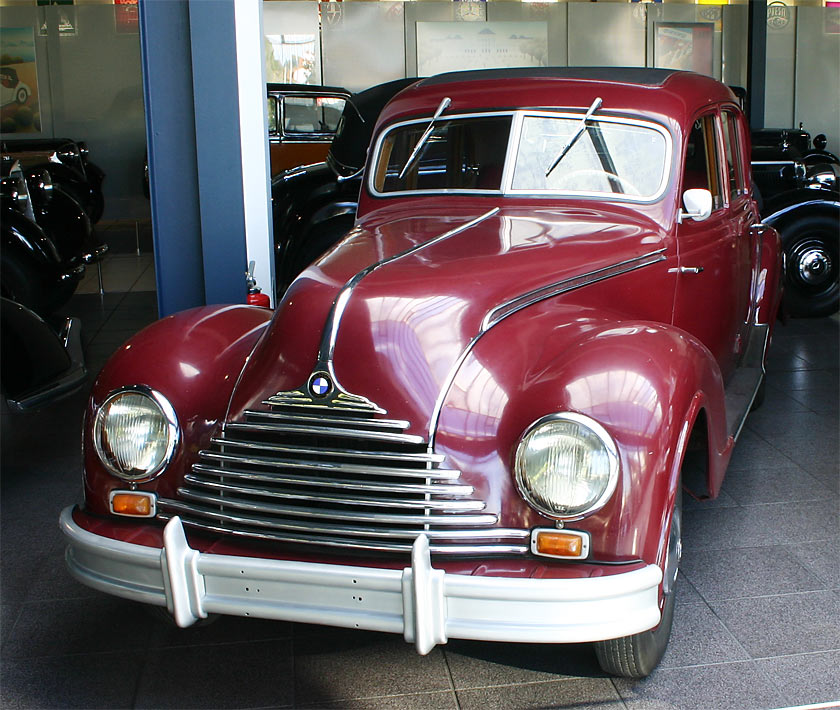
EMW-340-Limousine, noch als BMW gebaut (vor 1951)

Der EMW 340 war ein Pkw des Eisenacher Motorenwerkes, der von 1949 bis 1955 hergestellt wurde, seit 1951 als weiterentwickelter EMW 340-2. Er basierte auf dem Vorkriegsmodell BMW 326, das weiterentwickelt und mit einem überarbeiteten Front- und Heckbereich versehen wurde. Neben der Limousine entstanden in kleinerer Zahl auch Einsatz-Kübelwagen, Kombis, Sanitätswagen und Lieferwagen.

## Geschichte des EMW 340

### Prolog
Ab 3. Juli 1945 lag Eisenach in der Sowjetischen Besatzungszone. Da die Demontage drohte, führte der Leiter der Motorradfertigung Albert Seidler Sowjetmarschall Schukow eine BMW-321-Limousine vor, der daraufhin den Bau von fünf Wagen verlangte. Mit dem Befehl Nummer 93 zur „Sicherstellung der Herausbringung der neuen Personenkraftwagen und Motorräder in der Fahrzeug- und Maschinenfabrik Thüringen“ wurde im November 1945 die Produktion als Reparationsleistung für die Sowjetunion wieder aufgenommen. Gefordert waren jeweils 3000 Pkw Typ „321“ und Motorräder Typ „R 35“. Durch Verfügung des Landespräsidenten Thüringens waren im September 1945 alle Betriebsanlagen enteignet worden. Widersprüche aus dem BMW-Stammsitz in München wurden wie folgt beantwortet: „[die Widersprüche] sind nur zu bewerten als Raubansprüche der auch heute wieder in Westdeutschland in führender Position des deutschen Imperialismus stehenden Monopolherren und Kriegstreiber der BMW-München“. Am 15. September 1946 wurde das Werk in die Sowjetische Aktiengesellschaft Awtowelo eingegliedert. Die Planwirtschaft hatte begonnen.

### Der EMW 340
Bereits 1948 wurde im ehemaligen BMW-Werk Eisenach der neue „BMW 340“ entwickelt. Aufbauend auf den „BMW 326“ von 1936 wurden hauptsächlich die Motorhaube, das Heck sowie die Armaturentafel und Instrumente geändert. An der Front wurden die Scheinwerfer in die Kotflügel integriert und der BMW-typische Nierengrill wich einem aus horizontal verlaufenden Metallstreben bestehenden Kühlergrill. Die Motorhaube klappte jetzt nicht mehr entlang der Fahrzeuglängsachse zur Mitte hin auf, sondern in einem Stück nach vorn. Das Heck wurde dahingehend geändert, dass der Kofferraum, der bei den alten BMW-Modellen nur durch Umklappen der Rücksitzbank von innen zu erreichen war, nun durch einen Kofferraumdeckel von außen zugänglich wurde. Dafür musste das bisher auf dem Heck montierte Ersatzrad unter einem Holz-Zwischenboden im Kofferraum verstaut werden. In diesem Fach waren auch einige Pannenhilfsmittel wie beispielsweise der Wagenheber und die Luftpumpe untergebracht. Weiteres Werkzeug wurde in einem herausnehmbaren Werkzeugkasten mitgeliefert, der sich im Motorraum befand. Darunter liegen ein Schlauch sowie ein spezieller Schlüssel für die Bremsentlüftung. Nachdem das Fahrzeug innerhalb kürzester Zeit entwickelt worden war, wurden mehrere Exemplare zu einer 10.000-km-Erprobungsfahrt geschickt. Diese Fahrt wurde werbewirksam in Szene gesetzt. Nach dem erfolgreichen Abschluss begann die Serienproduktion. Hierbei wurde ein großes Problem deutlich: Viele der alten Vorkriegs-Zuliefererbetriebe befanden sich nun in Westdeutschland. Folglich mussten viele Teile selbst gefertigt bzw. andere Lieferanten gefunden werden. Ein weiteres Problem war die geringe Qualität der angelieferten Teile. Trotz Anstrengungen, diesen Mangel selbst zu beheben, war man auf Lieferungen aus dem Westen angewiesen. Da diese mitunter nicht regelmäßig kamen, stand manchmal die Produktion still. Es wurde versucht, auch westeuropäische Märkte zu beliefern. Allerdings gab es immer wieder Qualitätsprobleme, weshalb sich die Kunden aus Unwissenheit meist zwecks Nachbesserung an BMW-München wandten.
Unter anderem deshalb waren BMW in München die BMW-Autos und BMW-Motorräder aus ostdeutscher Produktion ein Dorn im Auge (ihre eigene Produktion lief zudem erst schleppend an), so dass es zum Rechtsstreit kam. Mit Urteil des Landgerichts Düsseldorf vom 17. November 1950 drohten Beschlagnahmungen den Devisenverkehr zu gefährden, falls in Eisenach weiter unter dem Namen BMW produziert würde. Laut verschiedenen Quellen wurden ab dem 1. Juli 1952 keine BMW-, sondern nur noch EMW-Embleme an den Fahrzeugen montiert, zumindest bei den West-Export-Fahrzeugen. Bei den Fahrzeugen, die in die „sozialistischen Bruderländer“ geliefert wurden, sollen noch einige Zeit BMW-Embleme montiert worden sein. Aus BMW wurde daher EMW; aus dem weißblauen Propeller wurde ein rotweißes Firmenemblem. Etwa zur gleichen Zeit wurde das Werk als volkseigener Betrieb dem Industrieverband Fahrzeugbau (IFA) angegliedert. 1953 erhielt das Werk den neuen Namen VEB Automobilwerk Eisenach. In den Export gingen zusammen mit BMW 321 und EMW 327 rund 19.000 Fahrzeuge.
1952 wurde neben dem EMW 327 die Fertigung eines Kombiwagens EMW 340-7 aufgenommen.
EMW als Markenzeichen endete mit der Fertigungseinstellung der Pkw-Typen „340/2“ und „327/3“ sowie des Kraftrades „R35/3“ im Jahr 1955.

### Epilog

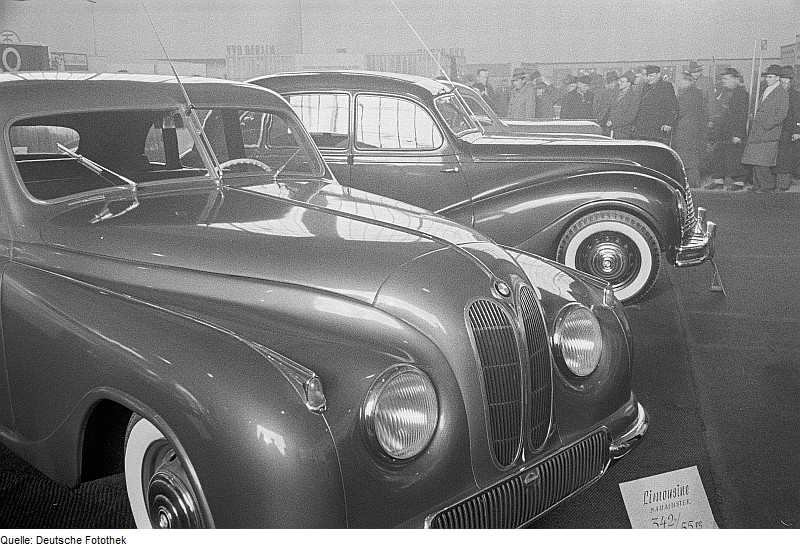
Der BMW 342 auf der Leipziger Messe 1951

Die im Fahrzeugbau erfahrenen Ingenieure des Eisenacher Werkes waren stets bemüht, ihre Fahrzeuge weiter zu verbessern, scheiterten jedoch aus oben genannten Gründen an der Umsetzung. Auf der Leipziger Herbstmesse 1952 wurde der EMW 340-8 vorgestellt, der über eine andere Frontgestaltung, bessere Ausstattung und einen Motor mit 60 PS verfügen sollte. „Der EMW 340-8 wird den Typ 340 ablösen“, hieß es noch 1952. Der Wagen ging jedoch nicht mehr in Serie. 1951 wurden offiziell die Typen BMW 342 und 343 vorgestellt. Ersterer ging mit dem BMW 332 auf einen Vorkriegsentwurf zurück. Auch hier blieb es bei einigen wenigen Prototypen, die allesamt vermutlich nicht mehr existieren.
In Eisenach wurde danach der in Zwickau entwickelte IFA F 9 mit Zweitaktmotor und anschließend der aus diesem entwickelte Wartburg 311 gefertigt. Die Abkehr vom Mittelklassewagen mit Viertaktmotor erfolgte nicht ohne Murren des Eisenacher Werkes. Es war eine Regierungsanweisung, die auf RGW-Beschlüsse zurückging, denen zufolge sich die DDR auf die Produktion von kleineren Zweitakt-Pkw zu konzentrieren habe. Die Motorradproduktion wurde ebenfalls eingestellt, da im thüringischen Suhl bereits ab 1950 die AWO 425 mit Viertaktmotor und im sächsischen Zschopau MZ-Zweitaktmotorräder hergestellt wurden.

## Technik

### Motor
Der Motor ist ein Reihen-Sechszylinder mit 1971 cm³ Hubraum. Bestückt ist er mit zwei BVF- (Berliner Vergaser-Fabrik) IFA-Vergasern (TYP F323-1) oder Solex-Vergasern (TYP 32PB I mit Beschleunigungspumpe). Beide sind Fallstromvergaser. Mit ihnen leistet der Motor 55 bzw. später 57 PS. Zu DDR-Zeiten wurde eine nachträgliche Umrüstung auf nur einen BVF-Vergaser empfohlen und teilweise umgesetzt. Noch lange nach Produktionsstopp wurde der EMW-Motor für verschiedene Forschungszwecke verwendet. 1958 liefen Erprobungen eines Gleichdruckvergasers, ein S.U.-Schrägstromvergaser Typ H 6, sowie Versuche zur Leistungssteigerung durch Verwendung eines geänderten Zylinderkopfes.
Interessant an diesem Motor ist auch der Ölfilter. Die aus heutiger Sicht ungewöhnliche Konstruktion des Spaltfilters wird über das Kupplungspedal angetrieben. Im Filter befinden sich Bleche, an denen der Schmutz hängen bleibt. In der Mitte des Filters sind an einer Achse Messer befestigt, die in den Spalten zwischen den Blechen entlanglaufen und den Schmutz abschaben, der dann nach unten sinkt. Bei jeder Betätigung des Kupplungspedals werden über ein Gestänge und einen Ratschenmechanismus die Achse und damit die Messer etwas weiterbewegt. In regelmäßigen Abständen muss an der Unterseite des Filters eine Ablassschraube herausgedreht und der Schmutz abgelassen werden. Für die Kraftstoffförderung wird eine mechanische Membranpumpe eingesetzt.
|  |  |  |

### Getriebe
Beim EMW 340 kommt weitgehend das gleiche Getriebe zum Einsatz wie auch schon beim BMW 326. Es hat vier Gänge, von denen der erste und zweite mit einem Freilauf ausgestattet sind. Im Gegensatz zum Getriebe des BMW 326 ist es nicht mehr über einen Schaltknüppel, sondern über eine Lenkstockschaltung zu bedienen. Dazu wurden ein Gestänge und ein Seilzug bzw. Draht zwischengeschaltet. Allerdings riss der Draht häufig, weshalb manche Fahrzeuge wieder auf Knüppelschaltung umgerüstet wurden. Die Antriebskraft wird über eine Kardanwelle auf die Hinterachse beziehungsweise auf die Hinterräder übertragen.

### Kühlung und Heizung
Der Motor hat eine Wasserumlaufkühlung wie die meisten heutigen Pkw, allerdings mit einigen Unterschieden. Um eine schnelle Erwärmung des Kühlwassers zu gewährleisten und eine spätere Überhitzung des Motors zu verhindern, muss der Fahrer von Hand eingreifen. Dazu befindet sich vor dem Kühler eine Jalousie, die über ein Gestänge vom Armaturenbrett aus geöffnet oder geschlossen wird. Dadurch kann mehr oder weniger Luft durch den Kühler strömen, wodurch die Betriebstemperatur des Motors erhöht oder verringert wird. Der Fahrer sollte die Kühlwassertemperatur möglichst bei 80 Grad Celsius halten.
Falls kein Frostschutzmittel eingefüllt wurde, musste das Kühlwasser in den Wintermonaten bei Frost abgelassen werden. Wollte man dann mit dem Wagen fahren, war bei geöffnetem Ablasshahn zuerst warmes Wasser in den Kühler einzufüllen, bis der Motor warm war. Auch nach längeren Standpausen des Fahrzeuges (wenn es mehrere Tage nicht benutzt worden war) sollte der Motor erst einige Male mit der Kurbel durchgedreht werden, um das Motoröl wieder im Motor zu verteilen.
Eine Heizung hatte der BMW 340 noch nicht. Erst mit der Überarbeitung des Fahrzeugs und der Änderung der Typenbezeichnung in 340-2 wurde eine Heizung eingebaut. Auch hier war der Bedienkomfort noch nicht so weit, wie man es heute kennt: Um die Heizung einzuschalten, musste zunächst einmal ein Absperrhahn im Motorraum aufgedreht werden. Reguliert wurde dann über das zuschaltbare elektrische Lüftergebläse und eine Regelklappe im Beifahrerfußraum.

### Achsen, Federung und Lenkung

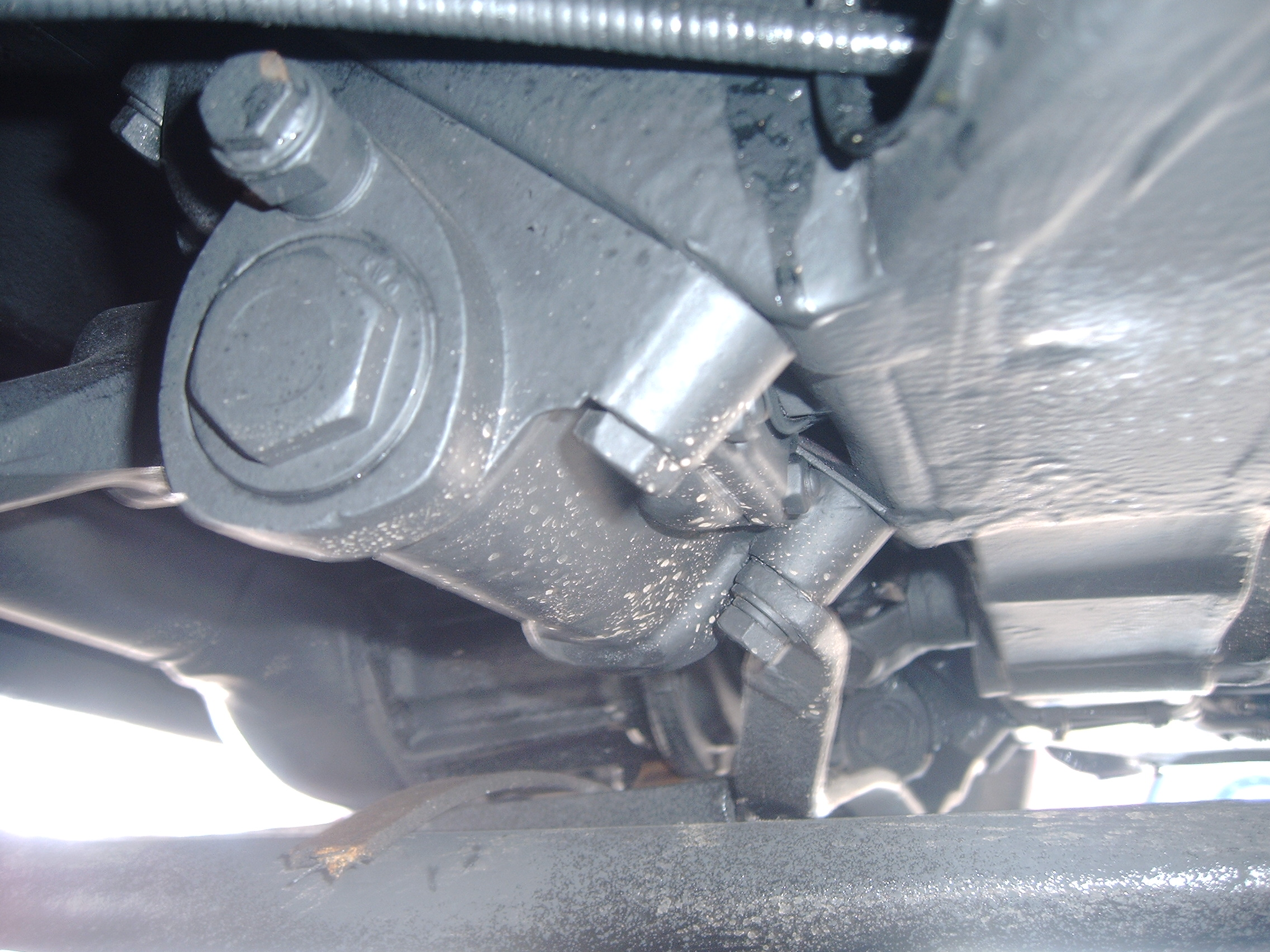
Hinterer Stoßdämpfer eines EMW 340, dahinter die Hinterachse

Vorn besteht die Achse aus einem Querträger, in den eine Blattfeder eingebaut ist. An ihr sind die beiden Räder über ein Drehgelenk montiert, sie übernimmt also auch die untere Radführung. Als oberer Querlenker dient der Hebel des Hebelstoßdämpfers. Die Hebelstoßdämpfer sind oben auf den Querträger montiert. Die Bewegung wird vom Stoßdämpferarm auf eine Welle im Stoßdämpfer übertragen, an der ein Finger montiert ist. Dieser bewegt einen Kolben in einer mit Öl gefüllten Kammer im Dämpfer. Bei seiner Bewegung drückt er das Öl durch Kanäle auf die andere Kammerseite, wobei die Flussmenge durch einstellbare Ventile begrenzt wird. Durch den entstehenden Druck wird eine Stoßdämpfung erreicht.
Die starre Hinterachse besteht aus zwei gepressten und miteinander verschweißten Hälften. In ihr sind das Differential und die Radantriebswellen untergebracht. In der Mitte wird sie durch ein Führungsdreieck geführt. Zwei Torsionsfederstäbe sind in Fahrzeuglängsrichtung eingebaut. Sie werden jeweils durch einen am Fahrzeugboden verschraubten Stoßdämpfer geführt. Auch hier sind es Hebelstoßdämpfer. Deren Hebelarme sind gleichzeitig Traghebel (Lenker) für die Hinterachse und übernehmen somit auch die Radführung. Zum Bewegungsausgleich ist ein kurzes Pleuel zwischengeschaltet. Alle wichtigen Gelenke am Fahrgestell mussten mit einer alle 50 Kilometer zu betätigenden Zentralschmierung mit Öl versorgt werden.

### Aufbau
Die Karosserie ist eine selbsttragende Ganzstahlkarosserie mit einigen Holzteilen, die hauptsächlich zur Befestigung der Innenverkleidungen dienen.
Lediglich der Dachausschnitt wird durch ein verkleidetes Holzstrebengerüst geschlossen, das so aufgebaut ist (von oben nach unten):
- Kunstlederbespannung
- Drahtgeflecht
- Holzgerüst
- Innenhimmel

Die Front- und Heckscheibe sind jeweils in der Mitte geteilt.
Die Frontscheibe sollte ursprünglich Ausstellmechanismen erhalten, was allerdings nach offiziellen Unterlagen nicht in die Serienproduktion übernommen wurde. 
Hinter den beiden hinteren Türen hat der EMW 340 kleine Ausstellfenster.

### Innenausstattung
Der EMW 340 hatte vorn zwei Einzelsitze und hinten eine durchgehende Sitzbank mit einer herausklappbaren Armlehne. Vom Typ 326 wurde die ausstellbare Frontscheibe übernommen. Sie war in der Mitte geteilt, sodass beide Seiten unabhängig voneinander über eine Stellschraube angekippt werden konnten. Der hierdurch am Fuß der Scheibe entstehende Spalt ermöglichte eine verbesserte Innenraumbelüftung.
Die Weiterentwicklung EMW 340/2 hat auch vorn eine durchgehende Sitzbank, die hintere Armlehne entfällt. Die durchgehende Sitzbank erforderte eine Lenkradschaltung, die zu dieser Zeit als sehr modern galt. Die Frontscheibe war nicht mehr ausstellbar.
Modelle für den Export hatten häufig ein Faltdach anstatt des mit Kunstleder geschlossenen Dachausschnittes. Ein Radio wurde auf Wunsch als Extra geliefert und in den Handschuhfachdeckel war eine mechanische Uhr integriert, die nach einmaligem Aufziehen mehrere Tage lief.

## Modellvarianten

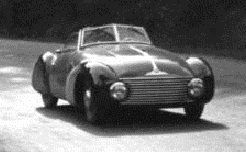
Der BMW 340-1 Roadster blieb ein Einzelstück

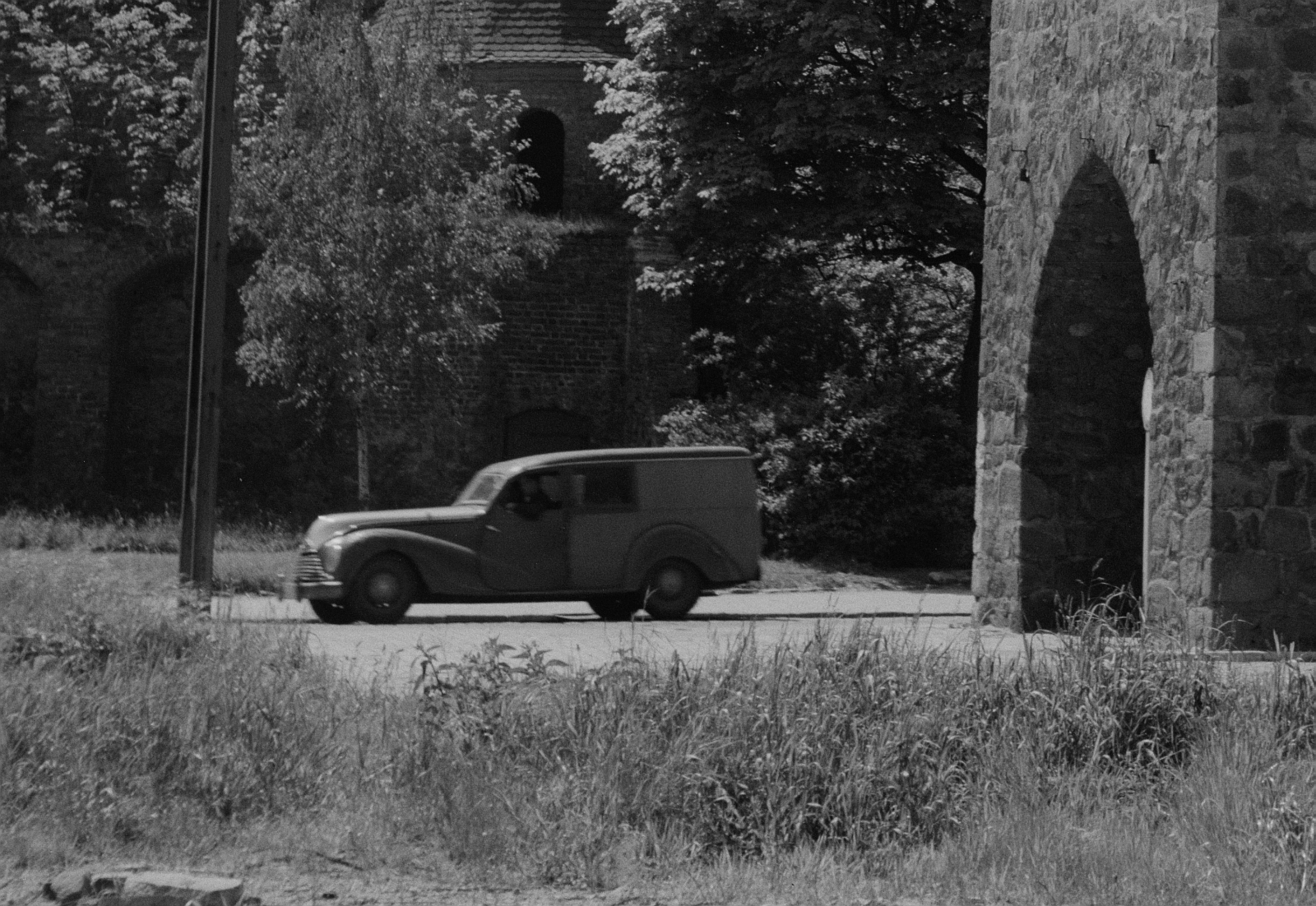
Kastenwagen EMW 340/3 am Dornburger Tor in Zerbst/Anhalt

### BMW 340/1 und 340-S
Eine Einzelanfertigung war der BMW 340/1, von Konstrukteur Hans Fleischer als Prototyp eines Roadsters entworfen, der auf der Leipziger Frühjahrsmesse 1949 als neues Sportfahrzeug vorgestellt wurde. Ausgestattet war der 340/1 mit dem Serienmotor des 340, einem Sechszylinder mit 55 PS. Anstatt der Lenkradschaltung der Serienversion erhielt er eine Knüppelschaltung. Das Verdeck konnte hinter den Fahrersitzen versenkt werden.
1950 wurde der 340-S als Sportvariante des 340/1 vorgestellt. Er kam mit einem 90-PS-Motor bei drei Veranstaltungen als Rennfahrzeug zum Einsatz, erstmals auf der Autobahn-Rennstrecke Dessau, dann auf dem Sachsenring und beim Leipziger Stadtparkrennen.
Das Roadster- und Sportwagenkonzept wurde danach nicht weiterverfolgt und nach dem Bau von jeweils einem Prototyp eingestellt. Der 340-S wurde bei den Dreharbeiten für den Film Rivalen am Steuer 1956 zu Schrott gefahren.

### 340/3 und 340/4
Der 340/3 war ein Kastenlieferwagen, der 1950 bis 1951 auf der Basis des 340 im VEB Karosseriewerke Halle hergestellt wurde. Der Kastenaufbau war teilweise aus Holz. Der 340/4 war die Ausführung als Sanitätskraftwagen.

## Sonstiges
Die meisten der nicht für den Export bestimmten Fahrzeuge gingen in der DDR als Dienstfahrzeuge an Behörden, Institutionen und die volkseigenen Taxibetriebe. Der EMW 340 war so bis Ende der 1950er Jahre, als der Import sowjetischer Wolga in größerem Umfang begann, das meistgenutzte Taxi in der DDR. Private Taxiunternehmen hingegen durften diese Fahrzeuge nur ausnahmsweise erwerben. Nur wenige EMW 340 wurden an Privatpersonen verkauft, vor allem an Funktionäre, Künstler und Wissenschaftler.

## Galerie
|  |  |  |  |

|  |  |  |